# Perșe Travnea, Obuhiv
Perșe Travnea (în ucraineană Перше Травня) este o comună în raionul Obuhiv, regiunea Kiev, Ucraina, formată numai din satul de reședință.

## Demografie
Componența lingvistică a comunei Perșe Travnea
     Ucraineană (98,91%)
     Rusă (1,09%)
Conform recensământului din 2001, majoritatea populației comunei Perșe Travnea era vorbitoare de ucraineană (98,91%), existând în minoritate și vorbitori de rusă (1,09%).